# Керл, Кит
Кит Керл (англ. Keith Curle; род. 14 ноября 1963, Бристоль) — английский футболист и тренер. Он играл на позиции центрального защитника с 1981 по 2005 года, в частности в Премьер-лиге за «Манчестер Сити», где он также выступал капитаном клуба. Также играл за «Бристоль Роверс», «Торки Юнайтед», «Торки Юнайтед», «Рединг», «Уимблдон», «Вулверхэмптон Уондерерс», «Шеффилд Юнайтед» и «Барнсли». Три матча провёл за национальную сборную Англии и четыре — за вторую сборную Англии.
В 2002 году он стал играющим менеджером «Мансфилд Таун», где оставался до 2005 года. Позже он руководил «Честер Сити», «Торки Юнайтед», «Ноттс Каунти», «Карлайл Юнайтед», «Нортгемптон Таун», «Олдем Атлетик» и «Хартлпул Юнайтед».

## Карьера игрока
Керл родился в Бристоле, где начал свою карьеру в клубе «Бристоль Роверс», за который он дебютировал 29 августа 1981 года в (старом) третьем дивизионе против «Честера». Через два сезона он присоединился к «Торки Юнайтед» за 5000 фунтов стерлингов, но сыграл на «Плейнмуре» всего четыре месяца, прежде чем вернуться в свой родной город, на этот раз в «Бристоль Сити».
«Зарянки» выиграли повышение из четвертого дивизиона в конце сезона 1983/1984, вскоре после прибытия Керла. Он оставался в клубе три полных сезона, сыграв в общей сложности 128 матчей. В конце концов он покинул «Аштон Гейт» и в октябре 1987 года присоединился к «Рединг» за 150 000 фунтов стерлингов.
После года в «Рединге», в течение которого «Рединг» выиграл Кубок Симода и вылетел из второго дивизиона, он перешел за 500 000 фунтов стерлингов в «Уимблдон» из первого дивизиона. Он провёл два с половиной года, сражаясь с «Безумной бандой», прежде чем «Манчестер Сити» заплатил за него рекордные для клуба 2,5 миллиона фунтов стерлингов в августе 1991 года. Это был самый высокий гонорар, выплачиваемый британским клубом за защитника на тот момент.
В своем первом сезоне на «Мейн Роуд» он занял 5-е место в лиге и получил вызов в сборную Англии, в которой дебютировал 29 апреля 1992 года, заменив Энди Синтона в товарищеской игре против СНГ (2:2) в Москве. После следующей товарищеской игры (победа над Венгрией со счетом 1:0) он был включён в состав на чемпионат Европы 1992 в Швеции. На турнире он сыграл на позиции правого защитника в первом групповом матче против Дании (0:0).
Вернувшись в свой клуб, Керл был повышен до капитана клуба, но немного спустя главный тренер Питер Рид был уволен, а команда в сезоне 1995/1996 вылетела в низшую лигу. Керл оставался в клубе во время предсезонной подготовки к следующему сезону, но вскоре был лишен капитанской повязки и переведён в трансферный список, а в августе 1996 года его продали «Вулверхэмптону» за 650 000 фунтов стерлингов.
Он провёл четыре сезона на «Молинью», когда клуб пытался добиться выхода в Премьер-лигу. В его первом сезоне с командой они проиграли в плей-офф «Кристал Пэлас», но в последующие сезоны им не удалось пройти квалификацию. Однако он был назначен капитаном клуба и привёл команду к полуфиналу Кубка Англии в 1998 году, где они проиграли «Арсеналу».
Обещание тренерской роли привело к тому, что он перешел в «Шеффилд Юнайтед» в 2000 году, где провёл два года, забив один гол в матче против «Брэдфорд Сити». Он присоединился к «Барнсли» в 2002 году, но пробыл там всего два месяца, прежде чем расторгнул контракт по обоюдному согласию и присоединился к клубу «Мансфилд Таун», где вскоре был назначен играющим тренером. Он отыграл остаток сезона 2002/2003, прежде чем сосредоточился исключительно на тренерстве.

## Карьера тренера

### «Мансфилд Таун»
Керл начал свою тренерскую карьеру 3 декабря 2002 года после того, как был назначен играющим тренером «Мансфилд Таун» после увольнения Стюарта Уоткисса. Он возглавил команду, которая боролась в зоне вылета, и не смог предотвратить её понижение в четвертый дивизион, но вывел их в финал плей-офф в свой первый полный сезон руководства, где они проиграли в серии пенальти «Хаддерсфилд Таун».
В декабре 2004 года его уволили из-за обвинений в том, что он запугивал члена молодежной команды. Однако в августе 2006 года Керл выиграл против клуба дело о неправомерном увольнении и получил нераскрытую компенсацию ущерба. Судья по делу снял с Керла любые правонарушения и назвал дисциплинарный процесс «Мансфилда» «фикцией».

### «Честер Сити»
Несмотря на то, что результат его слушаний еще не был ясен, в мае 2005 года он был назначен главным тренером «Честер Сити», где ярко начал с того, что клуб боролся за выход из лиги 2 и выбил «Ноттингем Форест» из Кубка Англии. Однако катастрофическая серия поражений в 11 играх из 12 стоила Керлу работы. В феврале 2006 года после девяти месяцев руководства он был уволен.

### «Торки Юнайтед»
8 февраля 2007 года он был назначен главным тренером (фактически менеджером футбольного директора Колина Ли, его бывшего тренера в «Вулверхэмптоне») в «Торки Юнайтед», где он играл ранее в своей карьере. У него был краткосрочный контракт, который закончился летом 2007 года. После того, как «Торки» не смогли спастись от вылета, контракт Керла не был продлен, и 17 мая 2007 года его заменил Лерой Роcеньор.

### Роли тренера
Керл вошёл в тренерский штаб Нила Уорнока, который в октябре 2007 года был назначен главным тренером команды «Кристал Пэлас». 1 марта 2010 года Керл снова в качестве тренера последовал за Уорноком в «Куинз Парк Рейнджерс». 8 января 2012 года он был уволен клубом вместе с Уорноком и другим помощником Миком Джонсом.

### «Ноттс Каунти»
20 февраля 2012 года он был назначен главным тренером клуба «Ноттс Каунти». Керл сделал впечатляющее начало своего правления в клубе, выиграв свои первые четыре игры. Он закончил сезон 2011/2012 с «Ноттс» на седьмом месте, не попав в плей-офф по разницы в голах. Команда Керла хорошо начала сезон 2012/2013. Ничья с «Олдем Атлетик» (2:2) означала, что Керл сравнился с 41-летним рекордом, остававшись непобедимыми в гостевых матчах в чемпионате в 10 играх подряд впервые с 1971 года. Результат был побит через три дня, когда была добыта ничья против «Милтон-Кинс Донс» (1:1). Рекордная запись закончилась 27 января 2013 года, когда округ клуб проиграл «Лейтон Ориент». До этого команда прошла 22 игры подряд без поражения.
3 февраля 2013 года Керл был уволен.

### «Карлайл Юнайтед»
В сентябре 2014 года он был назначен менеджером «Карлайл Юнайтед», где оставался до конца сезона 2017/2018.

### «Нортгемптон Таун»
1 октября 2018 года Керл был назначен главным тренером в «Нортгемптон Тауне».
29 июня 2020 года «Нортгемптон Таун» выиграл финал плей-офф Лиги 2, а Керл получил своё первое повышение по службе с клубом, когда «сапожники» победили «Эксетер Сити» со счётом 4:0 на «Уэмбли».
10 февраля 2021 года Керл был уволен, когда клуб занимал 23-е место в Лиге 1, выиграв один матч из 10, и забив один гол в 2021 году.

### «Олдем Атлетик»
8 марта 2021 года Керл был назначен главным тренером клуба «Олдем Атлетик» после увольнения Харри Кьюэлла накануне. 24 ноября того же года Керл покинул клуб, когда тот занимал 22-е место во Лиге 2, в одном месте и двух очках от зоны вылета.

### «Хартлпул Юнайтед»
18 сентября 2022 года Керл был назначен исполняющим обязанности главного тренера в клубе «Хартлпул Юнайтед» после увольнения Пола Хартли в тот же день. Во время его назначения клуб был без побед в своих первых девяти играх в сезоне и находился на 23-м месте. 3 декабря 2022 года по сделке Керл был назначен главным тренером на постоянной основе до конца сезона 2023/2024.
22 февраля 2023 года Керл покинул клуб. Он выиграл 8 из 29 игр во время своего пребывания в должности, оставив команду в одном очке от зоны вылета. Позже «Хартлпул» вылетел в конце сезона 2022/2023.

## Статистика тренера
| Команда          | Начало работы    | Завершение работы | Результаты | Результаты | Результаты | Результаты | Результаты | Прим.               |
| Команда          | Начало работы    | Завершение работы | И          | В          | Н          | П          | % побед    | Прим.               |
| ---------------- | ---------------- | ----------------- | ---------- | ---------- | ---------- | ---------- | ---------- | ------------------- |
| Мансфилд Таун    | 3 декабря 2002   | 11 ноября 2004    | 104        | 39         | 23         | 42         | 037,5      | [ 25 ]              |
| Честер Сити      | 2 мая 2005       | 18 февраля 2006   | 39         | 12         | 10         | 17         | 030,8      | [ 25 ] [ 26 ]       |
| Торки Юнайтед    | 8 февраля 2007   | 17 мая 2007       | 15         | 2          | 4          | 9          | 013,3      | [ 25 ]              |
| Ноттс Каунти     | 20 февраля 2012  | 3 февраля 2013    | 51         | 23         | 14         | 14         | 045,1      | [ 9 ] [ 12 ] [ 27 ] |
| Карлайл Юнайтед  | 19 сентября 2014 | 5 мая 2018        | 207        | 79         | 62         | 66         | 038,2      | [ 25 ] [ 28 ]       |
| Нортгемптон Таун | 1 октября 2018   | 10 февраля 2021   | 125        | 47         | 32         | 46         | 037,6      | [ 25 ]              |
| Олдем Атлетик    | 8 марта 2021     | 24 ноября 2021    | 40         | 9          | 9          | 22         | 022,5      | [ 25 ]              |
| Хартлпул Юнайтед | 18 сентября 2022 | 22 февраля 2023   | 29         | 7          | 7          | 15         | 024,1      | [ 29 ]              |
| Итог             | Итог             | Итог              | 610        | 218        | 161        | 231        | 035,7      |                     |

## Достижения

### «Бристоль Сити»
- Обладатель Кубка членов футбольной ассоциации Англии: 1985/86

### «Рединг»
- Обладатель Кубка полноправных членов: 1987/88

### Индивидуальные
- Игрок года футбольного клуба «Вулверхэмптон Уондерерс»: 1997/98